# Toyota Probox
La Toyota Probox è un'autovettura del tipo monovolume prodotta dalla casa automobilistica giapponese Daihatsu con marchio Toyota dal luglio 2002.
La Probox viene utilizzata come taxi in Perù e Bolivia dopo essere stata riconvertita con guida a sinistra. Alla fine del 2014 ha ricevuto un restyling.
A partire dal 2018 in Giappone viene venduta anche una versione rimarchiata della Probox chiamata Mazda Familia Van.